# 朽木舖綱
朽木 舖綱（くつき のぶつな）は、江戸時代中期の大名。丹波国福知山藩の第7代藩主。福知山藩朽木家8代。諱は鋪綱とも記される。

## 略歴
享保15年（1730年）11月24日、第5代藩主・朽木玄綱の長男として誕生した。明和7年12月5日（西暦では1771年1月20日）、第6代藩主・綱貞の養嗣子となる。本来なら玄綱の跡を継ぐはずだったが、綱貞が家臣団から擁立されたため、舖綱は綱貞の養子となった。明和8年（1771年）2月15日、第10代将軍・徳川家治に拝謁する。同年12月18日、従五位下・伊予守に叙任する。安永9年（1780年）8月5日、綱貞の隠居により家督を継いだ。
舖綱は『擬独語』を著わし、藩校創設の基礎を築き上げるなど、藩政を立て直すために積極的な藩政改革を目指したが、家督相続から7年後の天明7年（1787年）9月19日に福知山で死去し、十分な成果を挙げることはなかった。享年58。

## 系譜
- 父：朽木玄綱（1709年 - 1770年）
- 母：お咲 - 廓生院
- 養父：朽木綱貞（1713年 - 1788年）
- 室：不詳
  - 女子：文
  - 女子：左衛 - 大久保教長正室
  - 長男：朽木倫綱（1767年 - 1803年） - 朽木昌綱の養子
- 養子
  - 男子：朽木昌綱（1750年 - 1802年） - 朽木綱貞の長男